# 船窪つつじ公園
船窪つつじ公園（ふなくぼつつじこうえん）は、徳島県吉野川市山川町にある自然公園。とくしま88景選定。

## 概要
高越寺より東南3kmの地点にあり、高越山から奥野々山に通じる尾根の北側3.5haの船底形の窪地（標高は1,060m）に、推定樹齢300年のツツジが約1,200株ほど自然群生している。
4月中旬頃にトサノミツバツツジ・コバノミツバツツジが船窪の第一花期で、5月中旬から下旬にかけて第二花期、巨大な株のオンツツジの燃えるようなレンガ色の花が咲き乱れる。

## 交通
- JR徳島線山川駅下車、車で約60分。
- 国道192号「湯立」から徳島県道248号奥野井阿波山川停車場線南へ入り、そこから約15km（車で60分）。